# Mercado de Carbón
El Mercado de Carbón es el mercado más grande y antiguo de agricultores en la ciudad de Cebú, situada en la región de Visayas Central de las Filipinas, y es una importante atracción turística. Es accesible para personas minusválidas. Se encuentra en el centro de la ciudad de Cebú, en la calle MC Briones, y puede ser alcanzado por la mayoría de los autobuses o transportes en esa área. La mercancías vendidas incluyen ropa y kalamansi, cestas de Bohol, pescado, pollos, así como recuerdos y artesanías. 
Aunque no hay delitos significativso en el centro de la ciudad en todo el mercado de carbén, los crímenes son controlados por la policía, los vendedores y los residentes cercanos. 
El nombre mercado de carbón viene de la estación donde el carbón se descargaba del ferrocarril de Cebú. Otra historia afirma que fue llamada así por los "montones de residuos" de cenizas aquí en el siglo XIX. Para 2009, tenía más de cien años de antigüedad.